# LFA 2018
Die LFA-Saison 2018 war die dritte Saison der Liga de Fútbol Americano Profesional (LFA), der professionellen American-Football-Liga in Mexiko. Die reguläre Saison begann am 16. Februar 2018 und endete am 8. April 2018. Die Playoffs begannen am 14. April 2018 und endeten mit dem Finale, dem Tazón México III am 22. April 2018, welches erstmals im Estadio Azul stattfand. Meister wurden die Mexicas aus Mexiko-Stadt mit einem 17:0-Sieg gegen die Raptors de Naucalpan, die damit ihr zweites Finale verloren.

## Teilnehmer und Modus
Das Teilnehmerfeld war unverändert zur vorherigen Saison. Die sechs Mannschaften waren in zwei regionale Divisionen eingeteilt. Jede Mannschaft spielte Hin- und Rückspiel gegen jedes andere Mannschaft in der Division sowie ein Spiel gegen jede Mannschaft der anderen Division. Die beiden ersten jeder Division qualifizierten sich für die Playoffs.
| Mannschaft       | Standort                    | Stadion                          | Kapazität      | Head Coach          |
| North Division   | North Division              | North Division                   | North Division | North Division      |
| ---------------- | --------------------------- | -------------------------------- | -------------- | ------------------- |
| Dinos            | Saltillo, Coahuila          | Estadio Olímpico de Saltillo     | 5,900          | Carlos Cabral       |
| Fundidores       | Monterrey, Nuevo León       | Estadio Nuevo León Unido         | 1,500          | Israel González     |
| Raptors          | Naucalpan, Estado de México | Estadio José Ortega Martínez     | 3,700          | Guillermo Gutiérrez |
| Central Division |                             |                                  |                |                     |
| Condors          | Mexiko-Stadt                | Estadio Jesús Martínez “Palillo” | 6,000          | Félix Buendía       |
| Mayas            | Mexiko-Stadt                | Estadio Jesús Martínez “Palillo” | 6,000          | Ernesto Alfaro      |
| Mexicas          | Mexiko-Stadt                | Estadio Jesús Martínez “Palillo” | 6,000          | Rafael Duk          |

## Tabellen

### North Division
| Team       | Sp | S | N | SQ    | P+  | P−  |
| ---------- | -- | - | - | ----- | --- | --- |
| Dinos      | 7  | 4 | 3 | 0,571 | 123 | 167 |
| Raptors    | 7  | 3 | 4 | 0,429 | 194 | 174 |
| Fundidores | 7  | 2 | 5 | 0,286 | 172 | 189 |

### Central Division
| Team    | Sp | S | N | SQ    | P+  | P−  |
| ------- | -- | - | - | ----- | --- | --- |
| Mayas   | 7  | 5 | 2 | 0,714 | 167 | 166 |
| Mexicas | 7  | 4 | 3 | 0,571 | 149 | 131 |
| Condors | 7  | 3 | 4 | 0,429 | 212 | 220 |

Abkürzungen:
Spiele, Siege, Niederlagen, SQ Siegquote, P+ erzielte Punkte, P− gegnerische Punkte

## Playoffs
|  | Campeonato Divisional | Campeonato Divisional | Campeonato Divisional |  |  | Tazón México III | Tazón México III | Tazón México III |
|  |                       |                       |                       |  |  |                  |                  |                  |
|  |                       |                       |                       |  |  |                  |                  |                  |
|  | N2                    | Raptors               | 21                    |  |  |                  |                  |                  |
|  | N1                    | Dinos                 | 6                     |  |  |                  |                  |                  |
|  |                       |                       |                       |  |  | N2               | Raptors          | 0                |
|  |                       |                       |                       |  |  | C1               | Mexicas          | 17               |
|  | C2                    | Mexicas               | 27                    |  |  |                  |                  |                  |
|  | C1                    | Mayas                 | 17                    |  |  |                  |                  |                  |
|  |                       |                       |                       |  |  |                  |                  |                  |